# Sheraldo Becker
Sheraldo Becker (* 9. Februar 1995 in Amsterdam, Niederlande) ist ein surinamisch-niederländischer Fußballspieler. Der Stürmer steht beim spanischen Erstligisten Real Sociedad San Sebastián unter Vertrag und ist surinamischer Nationalspieler. Becker entstammt der Ajax-Fußballschule.

## Karriere

### Vereine
Der Stürmer wuchs als Sohn surinamischer Eltern in seiner Geburtsstadt Amsterdam im Stadtviertel Spammdamerbuurt auf und wurde als Neunjähriger nach Sichtung bei einem Talenttag in der berühmten Fußballschule von Ajax Amsterdam aufgenommen. Er hat einen Bruder und eine Schwester.
Seine ersten Erfahrungen im Herrenfußball machte Becker in der Jong Ajax genannten zweiten Mannschaft des Vereins in der zweitklassigen Eerste Divisie. Nach der Teilnahme am Trainingslager der ersten Mannschaft in Indonesien im Frühjahr 2014 wurde Becker von Cheftrainer Frank de Boer für den Kader, der die Gruppenphase der Champions League 2014/15 absolvierte, nominiert, kam aber nicht zum Einsatz.
Nach einer eineinhalbjährigen Leihe zum Ligakonkurrenten PEC Zwolle, für den Becker in 32 Erstligaspielen fünfmal traf, verließ dieser Ajax und unterschrieb bei einem weiteren niederländischen Erstligisten, dem ADO Den Haag. Bei den Südholländern wurde er in seiner zweiten Saison zum Stammspieler und stand insgesamt 95-mal (13 Tore) für den Klub in der Liga, im Pokal sowie in der Europa-League-Qualifikation auf dem Platz. 
Zur Saison 2019/20 verpflichtete ihn der Bundesligaaufsteiger 1. FC Union Berlin und stattete ihn mit einem bis zum 30. Juni 2023 laufenden Vertrag aus. Sein Debüt in der höchsten deutschen Spielklasse gab Becker am 18. August 2019 (1. Spieltag) bei der 0:4-Niederlage im Heimspiel gegen RB Leipzig. Nach dem Klassenerhalt in der Debütsaison gelang ihm mit Union in der Saison 2020/21 der Einzug in die UEFA Europa Conference League. Zu diesem Erfolg steuerte er drei Saisontore bei, den größten Teil der Rückrunde fiel er verletzungsbedingt aus.
Im Januar 2024 wechselte Becker nach Spanien zu Real Sociedad San Sebastián.

### Nationalmannschaft
Von 2010 bis 2014 bestritt Becker elf Länderspiele für diverse niederländische Jugendnationalmannschaften und erzielte dabei drei Tore. Im Mai 2021 gab er bekannt, künftig für die A-Nationalmannschaft von Suriname spielen zu wollen. Becker spielte im Juni und Juli 2021 fünfmal für Suriname in der WM-Qualifikation und beim CONCACAF Gold Cup. Er erzielte dabei zwei Tore.

## Sonstiges
Becker ist der Cousin von Javairô Dilrosun, der in der Bundesliga beim Stadtrivalen Hertha BSC aktiv war. Am 2. November 2019 trafen sie mit ihren Mannschaften erstmals aufeinander, es wurde jedoch nur Dilrosun eingesetzt.